# Фрик, Готлоб
Готлоб Фрик (нем. Gottlob Frick; 28 июля 1906, Эльброн-Дюрн — 18 августа 1994, Мюлаккер) — ведущий немецкий оперный бас середины XX века.
Родился в семье лесничего. С 1927 года пел в хоре Штутгартской государственной оперы. В качестве солиста дебютировал в 1934 году в Кобурге (партия Даланда в «Летучем голландце» Вагнера). В 1939 году Карл Бём пригласил певца в Дрезденскую государственную оперу, где тот выступал до 1950 года. В 1950—1953 годах Фрик выступал в Берлинской городской опере (Немецкая опера). В период с 1957 по 1967 год он был частым гостем в лондонском театре Ковент-Гарден. Принимал участие в Зальцбургском и Байройтском фестивалях. Выступал в Гамбурге (с 1951), Мюнхене и Вене (с 1953), Милане, Нью-Йорке и т. д. Осуществил много записей. Сценическую карьеру официально завершил в 1970 году. Последнее выступление певца состоялось 26 января 1985 года.
Готлоб Фрик был признанным вагнеровским исполнителем. Он исполнял партии Хагена и Хундинга в «Кольце Нибелунга», Короля Генриха в «Лоэнгрине», Погнера в «Нюрнбергских Мейстерзингерах», Гурнеманца в «Парсифале». Среди других важнейших партий — Рокко в «Фиделио» Бетховена, Зарастро в «Волшебной флейте» и Осмин в «Похищении из сераля» Моцарта, Каспар в «Вольном стрелке» Вебера, Филипп II в «Дон Карлосе» Верди и т. д. Имел успех не только в опере, но и в концерте.